# مقاطعة فينتورا (كاليفورنيا)
مقاطعة فينتورا (بالإنجليزية: Ventura County)‏ هي إحدى مقاطعات ولاية كاليفورنيا في الولايات المتحدة الأمريكية.

## أعلام
- كيمبرلي هنت
- هنتر كينغ
- سكوت ماكلاين
- تشاد باور
- جو كيتون
- كاتالينا
- لامونت بنتلي